# Oroscopa
Oroscopa is een geslacht van vlinders van de familie spinneruilen (Erebidae), uit de onderfamilie Calpinae.

## Soorten
- O. abluta Schaus, 1913
- O. abscisa Schaus, 1913
- O. belus Schaus, 1914
- O. calverti Schaus, 1911
- O. concha Druce, 1891
- O. cordobensis Schaus, 1916
- O. delicata Schaus, 1911
- O. diascia Hampson, 1924
- O. electrona Schaus, 1916
- O. hacupha Schaus, 1911
- O. microdonta Hampson, 1924
- O. noctifera Schaus, 1912
- O. privigna Möschler, 1880
- O. punctata Druce, 1891
- O. sphragis Möschler, 1880
- O. taenaria Möschler, 1880
- O. variegata Hampson, 1926